# Hymenolobium petraeum
Hymenolobium petraeum es una especie de planta floral del género Hymenolobium, tribu Dalbergieae, subfamilia, Faboideae.

## Distribución
Se distribuye por Brasil, Colombia, Guayana Francesa, Guyana, Surinam y Venezuela. Crece en el bioma tropical húmedo.

## Taxonomía
Fue descrita por Ducke y publicada en Arch. Jard. Bot. Rio de Janeiro 1: 36 (1915).